# Tomàs Carrera
Tomàs Carrera, Thomas Carrère en francès, (Perpinyà, 11 de febrer del 1714 - 26 de juny del 1764) va ser un metge rossellonès.

## Biografia
Fill i net de metges (el seu pare, Josep Carrera, havia esposat Victòria Amanrich, filla de Cyr Amanrich, i dos altres dels fills d'ambdós i germans d'en Tomàs  també es dedicaren a la medicina), inicialment es dedicà a l'estudi de la filosofia i la teologia, i arribà a prendre els ordes menors. Descobrí la vocació mèdica, obtingué el mestratge en Arts a la universitat de Montpeller el 19 de febrer del 1735, i el doctorat en medicina a la universitat de Perpinyà (12 de gener del 1737). Al mateix any va ser escollit pel claustre de la Facultat de Medicina professor interí (al febrer) i titular (a l'octubre) d'una càtedra mèdica. Va ser elegit rector de la universitat el 1746, però el Consell Sobirà del Rosselló n'anul·là el nomenament per un defecte de forma. Sis anys més tard, el 1752, obtingué per fi el càrrec, i exercí el seu any de mandat amb gran dedicació, dedicant-se al restabliment d'una institució en moments baixos.
El 1753 esdevingué metge substitut de l'hospital militar de Perpinyà, com a coadjutor amb dret de successió de Pere Barrera i al mateix any rebé el nomenament de membre de la Societat Reial de Ciències de Montpeller. El 1755, en morir en Barrera, n'ocupà la plaça definitivament. E1757 rebé la comissió d'inspeccionar l'hospital militar de Cotlliure, ateses les greus acusacions d'abusos que aquest havia rebut, i a l'any següent tingué cura dels soldats francesos repatriats de Menorca per raons de salut. Es distingí novament el 1763, en ocasió d'una epidèmia de febres que omplí l'Hospital de Perpinyà amb més d'un mil·ler de malalts i que afectà la major part del personal sanitari que hi treballava.
El 21 de maig del 1759 va ser nomenat delegat reial al Consell Sobirà del Rosselló; dos anys més tard, al 25 de maig del 1761, rebé el nomenament de degà perpetu de la Facultat de Medicina de Perpinyà i, poc després (30 de juny del 1761) fou fet Protometge de la província del Rosselló. Mantingué una controvèrsia amb el metge i botànic coetani Pere Barrera, dins d'un nivell erudit. Deixà diverses publicacions especialitzades: sobre el coneixement de les plantes pels metges, sobre malalties pulmonars, sobre l'autòpsia de cadàvers, sobre les aigües minerals de la regió. Va ser autor del primer estudi científic sobre els Banys de Nossa (Vinçà).
De la seva muller, Jeanine Ruffat, tingué un fill, futur metge d'anomenada, Joseph-Barthélémy-François Carrère. A Perpinyà hi ha un carrer dedicat a Thomas Carrère.

## Obres
- Carrère, Thomas. Theses ex universa medicina.  Perpiniani: Reynier, 1736.[Enllaç no actiu]
- J.B., garçon apothicaire. Réponse à une question de médicine, dans laquelle on examine si la théorie de la botanique, ou la connoissance des plantes, est nécessaire à un Médecin.  Narbonne: imp. de Guillaume Besse, 1740.[Enllaç no actiu] [nt 3]
- Carrère, Thomas. Lettre d'un Médecin de province à M. Louis XX, Médecin de la Faculté de Perpignan.  s.l.: s.n., 1743. [nt 4]
- Carrère, Thomas. Réponse a la lettre raisonnée de Louis XX, Médecin de la Faculté de Perpignan.  s.l.: s.n., 1743.
- Carrère, Thomas. Lettre à M. Gourraigne, Médecin de la Faculté de Montpellier.  s.l.: s.n., 1743.
- Carrère, Thomas. Réflexions sur les éclaircissemens que MM. F.S. et S. a donné au sujet de la maladie d'un Officier d'Artillerie.  s.l.: s.n., 1744. [nt 5]
- Marcé, François; Carrère, Thomas (president). Dissertatio medica de hominis generatione [tesi doctoral].  Perpiniani: ex typis Guillelmi Simonis le Comte, 1744.
- Masvesi, Sauveur; Carrère, Thomas (president). Dissertatio, an verae phthisi pulmonari, ultimum gradum nondùm assecutae, aquae prestenses, vulgò de La Preste.  Perpiniani: apud Joan. Bapt. Reynier, 1748.
- Carrère, Thomas. Essai sur les eaux minérales de Nossa en Conflans, sur leur nature, sur leurs vertus, sur les maladies auxquelles elles peuvent convenir, et sur la manière de s'en servir.  Perpinyà: chez Guill. Sim. le Comte, 1754.
- Carrère, Thomas. Réponse à l'Auteur d'une lettre, sur l'impossibilité de reconnoitre, par l'ouverture des cadavres, les causes éloignées & immédiates des maladies.  s.l.: s.n., 1755. [nt 6]
- Carrère, Thomas. Traité des eaux minérales du Roussillon.  Perpinyà: chez Jean-Baptiste Reynier, 1756. Reimpressió:  Traité des eaux minérales du Roussillon.  Perpinyà: impr. de l'"Indépendentant des Pyrénées-Orientales", 1898.
- Carrère, Thomas «Observation sur une grosse pierre, rendue par l'urèthre d'une femme, sans douleur et même sans s'en appercevoir». Mémoires, notes et rapports 1751-1764 Société royale des sciences de Montpellier, fol. 33-35, 1757.
- Dissertatio medica de sanguinis putredine.  Perpiniani: apud Joannem-Baptistam Reynier, 1759. Obra atribuïda, erròniament, a Simon-Philippe Bieysse, que la presentà com a tesi doctoral a la universitat de Montpeller[2]
- Laroque, Pierre-Joseph. Dissertatio medica de haematoscopia.  Montpellii: apud Augustinum-Franciscum Rochard, 1759. Encara que signada Laroque, que la presentà a tesi doctoral a la universitat de Montpeller, és d'en Carrera[2]
- Hom li atribuït dues obres més, una com a autor i l'altre com a traductor, però sense proves de certesa [nt 7]